# یواس‌اس آمریکا (۱۷۸۲)
یواس‌اس آمریکا (۱۷۸۲) (به انگلیسی: USS America (1782)) یک کشتی است که طول آن ۱۸۲ فوت ۶ اینچ (۵۵٫۶۳ متر) می‌باشد. این کشتی در سال ۱۷۸۲ ساخته شد.